# Tambellup
Tambellup är en ort i Australien. Den ligger i kommunen Broomehill-Tambellup och delstaten Western Australia, omkring 290 kilometer sydost om delstatshuvudstaden Perth.
Trakten runt Tambellup är nära nog obefolkad, med mindre än två invånare per kvadratkilometer..
Trakten runt Tambellup består till största delen av jordbruksmark. Genomsnittlig årsnederbörd är 667 millimeter. Den regnigaste månaden är september, med i genomsnitt 114 mm nederbörd, och den torraste är februari, med 10 mm nederbörd.